# 燕尾紫灰蝶
燕尾紫灰蝶（學名：Arhopala bazalus），又名 茶灰蝶、白嬈灰蝶、紫燕小灰蝶、百嬈灰蝶。是屬於灰蝶科（Lycaenidae）的一種蝴蝶，最早由William Chapman Hewitson於1852年描述。 分布於緬甸、中國大陸、印度（阿薩姆、喀拉拉邦與錫金）、中南半島、日本、菲律賓與台灣。

## 描述
雄蝶幾乎無藍色光澤，雙翅呈暗褐色，僅在特定角度下，上翅面會顯現微弱的藍灰、略帶銀光的反射。雌蝶則在翅膀基部可見深紫藍色斑塊。

## 分佈
臺灣分布於低至中海拔地區。

## 棲地
棲息於常綠闊葉林，一年多代。成蝶飛行敏捷，不愛訪花，喜吸食動物糞便與樹液，冬季成群以成蟲越冬。幼蟲以殼斗科植物如硬斗柯、大葉石櫟、臺灣石櫟、青剛櫟、臺灣栲等的新芽與幼葉為食。

## 亞種
- A. b. bazalus：分布於爪哇、蘇門答臘。
- A. b. turbata（Butler, 1881）：分布於台灣、日本，翅面為深黑紫色，邊緣寬度變異。
- A. b. teesta（de Nicéville, 1886）：分布於錫金、中國西部、緬甸、默吉與泰國。
- A. b. nebenius（Fruhstorfer, 1914）：分布於蘇門答臘東北部，雄蝶翅面近似pratinas，體型稍大，藍色較多，翅腹面紫灰色較淡。
- A. b. pratinas（Fruhstorfer, 1914）：分布於西爪哇，體型較原名亞種小，翅面具極深藍光，黑色邊帶對比不明顯，僅從側面觀察才可察覺；該邊帶較窄。前翅腹面之斑紋更明顯，後翅斑帶更寬且連續性強。
- A. b. zalinda（Corbet, 1941）：分布於馬來半島與泰國，雄蝶深紫色，雌蝶光亮藍色。
- A. b. asagiae（Hayashi, 1978）：分布於菲律賓民答那峨島。

- 日本東京

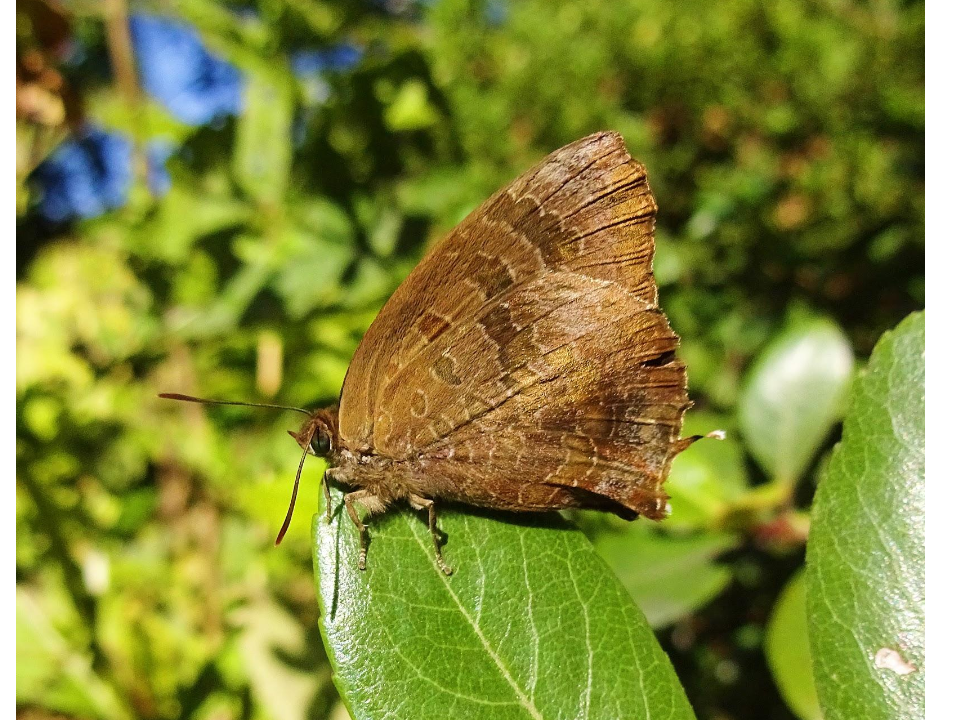
日本雄蝶翅腹面
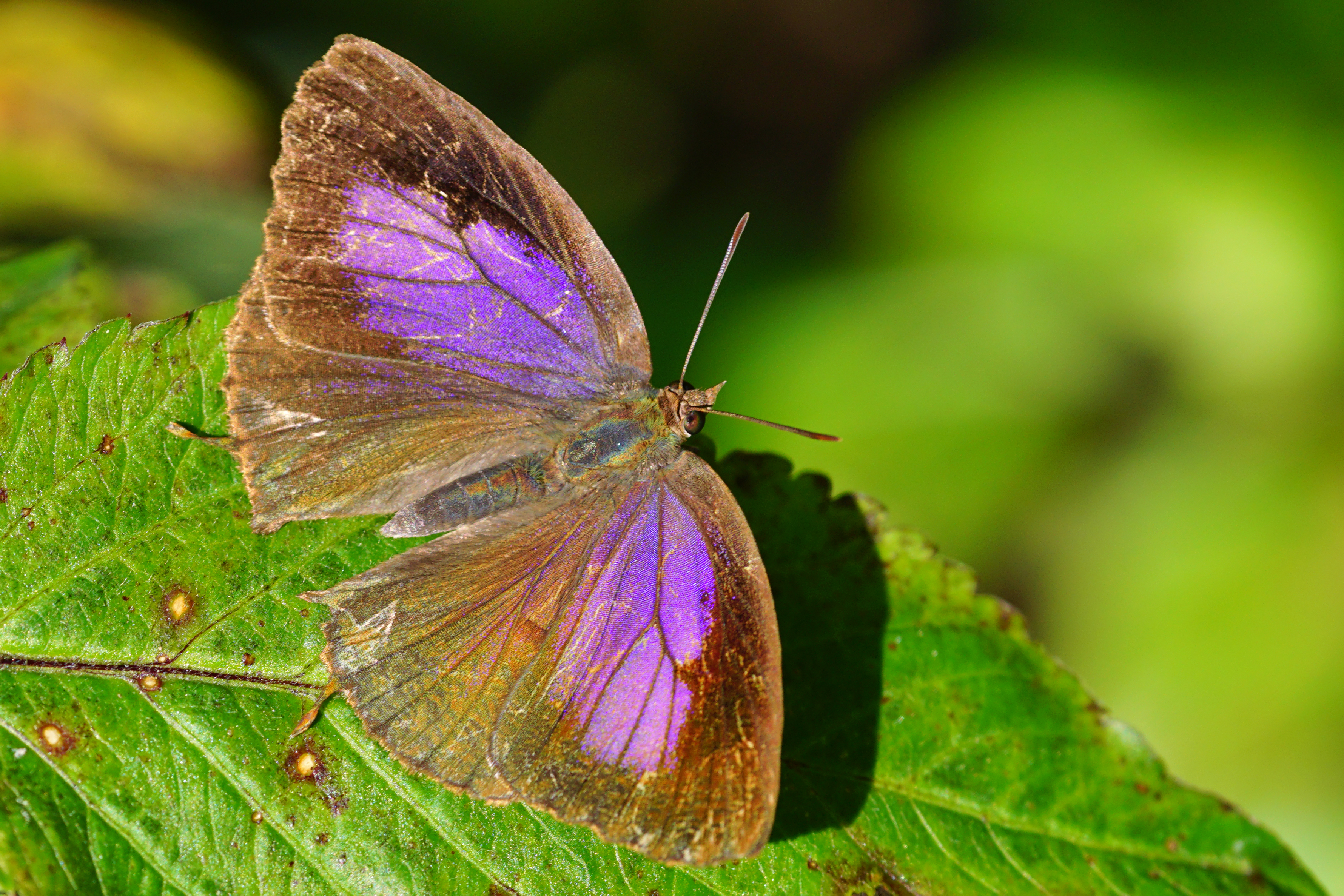
台灣亞種A. b. turbata翅背面